# Bantarsoka
Bantarsoka is een bestuurslaag in het regentschap Banyumas van de provincie Midden-Java, Indonesië. Bantarsoka telt 7300 inwoners (volkstelling 2010).